# غيل سكريلا
غيل سكريلا (بالفرنسية: Gaëlle Skrela)‏ مواليد 24 يناير 1983 في تولوز، هي لاعبة كرة سلة فرنسية. تلعب مع نادي لات لكرة السلة للسيدات في الدوري الفرنسي لكرة السلة للسيدات. يبلغ طولها 5 قدم 10 بوصة (1.8 م). مثلت منتخب بلادها. شاركت في دورة الألعاب الأولمبية الصيفية سنة 2016.

## سجل المنافسة
شاركت في المنافسات التالية:
- الألعاب الأولمبية الصيفية 2016
- كأس العالم لكرة السلة للسيدات 2014

## روابط خارجية
- غيل سكريلا على موقع الاتحاد الدولي لكرة السلة (الإنجليزية)
- غيل سكريلا على موقع كرة السلة الأوروبية.كوم (الإنجليزية)
- غيل سكريلا على موقع بروبوليرز (الإنجليزية)
- غيل سكريلا على موقع سبورتس رفرنس (الإنجليزية)
- غيل سكريلا على موقع اللجنة الأولمبية الدولية (الإنجليزية)
- غيل سكريلا على موقع أوليمبيديا (الإنجليزية)
- غيل سكريلا على موقع اللجنة الأولمبية الفرنسية (مؤرشف) (الفرنسية)